# Дай Чанжэнь
Дай Чанжэ́нь (кит. 戴常人; род. 10 января 1999, Тяньцзинь) — китайский шахматист, гроссмейстер (2024). Чемпион Китая (2022), в 2023 году — 3-4 места.

## Биография
Занял 1-е место на зональном чемпионате Китая и квалифицировался на Кубок мира 2017 — в 1-м раунде уступил ½-1½ Владимиру Крамнику.
В 2018 году разделил 1-3 места на опен-турнире в Синтае.
На континентальном чемпионате Азии 2019 занял 18-е место.
Бронзовый призёр опен-турнира в Циньхуандао.
Участник сильных международных турниров: Qatar Masters Open (2015, 2023), Abu Dhabi Masters (2023) и Аэрофлот Опен 2016 B.